# نيغار مارف
نيغار مارف هي ممرضة عراقية تعمل كرئيسة الممرضات في مستشفى الحروق والجراحة الترميمية في السليمانية، وهي محافظة في إقليم كردستان العراق.
يركز عملها بشكل أساسي على الحروق عند الأطفال والعناية المركزة، خلال 25 عامًا من خدمتها في المستشفى كانت تعالج وتقدم المشورة للنساء ضحايا الحروق الناتجة عن الانتحار حرقاً – وهو فعل إضرام النار في النفس وهو فعل شائع بين الفتيات في سن 16 عامًا  اللاتي تعرضن للإساءة الجسدية والعقلية في المنزل قبل إشعال النار في أنفسهن احتجاجًا.
في ديسمبر 2022، تم تكريمها ضمن قائمة 100 امرأة التي تقدمها هيئة الإذاعة البريطانية (بي بي سي) .